# Lamesa
Lamesa ist eine Stadt in Texas in den Vereinigten Staaten von Amerika. Die Stadt ist der Verwaltungssitz von Dawson County. Das U.S. Census Bureau hat bei der Volkszählung 2020 eine Einwohnerzahl von 8674 ermittelt.

## Geographie
Lamesa befindet sich südlich von Lubbock auf dem Llano Estacado.

## Geschichte
Bereits vor 17.000 Jahren wurde das Gebiet von den amerikanischen Ureinwohnern durchstreift.
Die eigentliche Stadtgeschichte fängt im Juli 1903 an, als 160 Morgen Land aus einer Ranch ausgegliedert wurden. Der Name leitet sich vom spanischen Mesa  ab, was Tafelland  bedeutet und das Plateau an dieser Stelle ziemlich gut beschreibt. Von den möglichen Versionen La Mesa  und Lamesa  wurde die letztere gewählt. Wenig später wurde die Post vom nahe gelegenen Chicago nach Lamesa verlegt und 1905 wurde die Stadt auch Sitz des Countys. Den Einwohnern Chicagos wurde daraufhin der Umzug nach Lamesa angeboten und innerhalb von zwei Tagen durchgeführt.

1905 gab es den ersten Telegrafenanschluss, 1910 den Anschluss ans Eisenbahnnetz durch die „Santa Fe Railway Company“ und 1916 wurde Elektrizität eingeführt.

## Parks
In der Stadt gibt es über vier Quadratkilometer frei zugänglicher Parkfläche.

## Wirtschaft und Infrastruktur
Die Wirtschaft Lamesas basiert hauptsächlich auf der Rinderzucht und Baumwolle.

## Verkehr
Lamesa liegt an den U.S. Highways 87 und 180.

## Söhne und Töchter der Stadt
- Barry Corbin (* 1940), Schauspieler
- Steve Pearce (* 1947), Politiker, Mitglied im US-Repräsentantenhaus
- Jim Sinclair (* 1940), autistischer Aktivist